# Episodi di The Hour (prima stagione)
La prima stagione della serie televisiva The Hour, composta da sei episodi, è stata trasmessa sul canale britannico BBC Two dal 19 luglio al 23 agosto 2011.
In Italia la stagione è inedita.
| nº | Titolo originale | Titolo italiano | Prima TV UK    | Prima TV Italia |
| -- | ---------------- | --------------- | -------------- | --------------- |
| 1  | Pilot            |                 | 19 luglio 2011 |                 |
| 2  | Episode 2        |                 | 26 luglio 2011 |                 |
| 3  | Episode 3        |                 | 2 agosto 2011  |                 |
| 4  | Episode 4        |                 | 9 agosto 2011  |                 |
| 5  | Episode 5        |                 | 16 agosto 2011 |                 |
| 6  | Episode 6        |                 | 23 agosto 2011 |                 |